# سكوت جيبس
سكوت جيبس (بالإنجليزية: Scott Gibbs)‏ هو لاعب اتحاد الرغبي بريطاني، ولد في 23 يناير 1971 في بريدجند ‏ في المملكة المتحدة.

## وصلات خارجية
- سكوت جيبس عل موقع إسبنسكروم (الإنجليزية)
- سكوت جيبس على موقع ItsRugby.co.uk (الإنجليزية)